# Атанас Сейков
Атанас Стефанов Сейков е български преподавател, писател и преводач от английски език.

## Биография и творчество
Роден е на 18 март 1928 г. в София. Завършва есперантология в Будапеща при видния класик проф. Юлио Баги през 1964 г.
Работи като преподавател и преводач от английски език. Основава и последователно става председател на два творчески съюза – Съюз на независимите български писатели (СНБП), учреден на 24 април 1990 г., и Съюза на свободните писатели (ССП), учреден на 8 септември 1990 г. в дома на Атанас Сейков.
Автор е на първия в света двуезичен речник на CNN. Изследването е направено от Софийския университет „Св. Климент Охридски“, публикувано е в трето допълнително издание на речника и е потвърдено в разговор между автора на речника Атанас Сейков и президента на CNN Боб Фърнад.
Атанас Сейков е публикувал 17 книги художествена литература и речници.